# Polígono de Poniente
Polígono de Poniente es un barrio de la ciudad de Córdoba (España), perteneciente al distrito Poniente Sur. Está situado en zona oeste del distrito. Limita al norte con los barrios de Olivos Borrachos y Huerta de la Marquesa; al este, con el barrio de Ciudad Jardín; al sur, con los barrio de Vista Alegre y Parque Cruz Conde; y al oeste, con terrenos no urbanzados de la periferia de la ciudad.

## Lugares de interés
- Parque de las Avenidas